# José Eduardo Agualusa
José Eduardo Agualusa, né en 1960 à Nova Lisboa (Afrique occidentale portugaise), est un journaliste, écrivain et éditeur angolais.

## Biographie
José Eduardo Agualusa étudie l'agronomie et la sylviculture à Lisbonne. Il écrit son premier roman, A Conjura, en 1989.
José Eduardo Agualusa a reçu trois bourses littéraires. La première en 1997 du Centro Nacional da Cultura pour la rédaction de Nação crioula (Nation créole). La deuxième lui permit un séjour de trois mois à Goa en 2000 où il écrivit Um estranho em Goa (Un étranger à Goa). En 2001 le Deutsche Akademischer Austausch Dienst l'invita à Berlin pour un séjour d'une année, pendant lequel il rédigea son roman, O ano em que Zumbi tomou o Rio (fr.: La guerre des anges »).
En 2006, José Eduardo Agualusa créa la maison d'édition brésilienne Lingua Geral dédiée exclusivement aux œuvres de langue portugaise.
Début 2009, José Eduardo Agualusa est invité en résidence d'auteur par la ville d'Amsterdam, une initiative commune de la Fondation néerlandaise pour la littérature et de la Fondation pour la production et la traduction de littérature néerlandaise. C'est ici que naquit son roman Barroco Tropical.
La Reine Ginga (2014)  initie un cycle de romans sur l'Histoire de l'Angola et sa triangularité avec Brésil et Portugal
José Eduardo Agualusa a écrit trois pièces de théâtre : Génération W, Chovem amores na Rua do Matador en collaboration avec Mia Couto, et O monólogo. Il est membre de l'Union des écrivains angolais.
Ses romans sont traduits en plusieurs langues.

## Œuvres
- A Conjura (roman, 1989)
- D. Nicolau Água-Rosada e outras estórias verdadeiras e inverosímeis (contes, 1990)
- O coração dos Bosques (poésie, 1991)
- A feira dos assombrados (nouvelle, 1992)
- Estação das Chuvas (roman, 1996)
- Nação Crioula (roman, 1997)
- Fronteiras Perdidas, contos para viajar (contes, 1999)
- Um Estranho em Goa (roman, 2000)
- Estranhões e Bizarrocos (litterature jeunesse, 2000)
- A Substância do Amor e Outras Crónicas (chroniques, 2000)
- O Homem que Parecia um Domingo (contes, 2002)
- O Ano em que Zumbi Tomou o Rio (roman, 2002)
- Catálogo de Sombras (contes, 2003)
- O Vendedor de Passados (roman, 2004)
- Manual Prático de Levitação (contes, 2005)
- A girafa que comia estrelas (nouvelle, 2005)
- Passageiros em Trânsito (contes, 2006)
- O filho do vento (nouvelle, 2006)
- As Mulheres do Meu Pai (roman, 2007)
- Na rota das especiarias (guide, 2008)
- Barroco Tropical (roman, 2009)
- Milagrário Pessoal (roman, 2010)
- Teoria geral do Esquecimento (roman, 2012) Prix littéraire international de Dublin 2017[2]
- A Educação Sentimental dos Pássaros (roman, 2012)
- A vida no Céu (roman, 2013)
- A Rainha Ginga (roman, 2014)
- O Livro dos Camaleões (contes, 2015)
- A Sociadade dos Sonhadores Involuntários (roman, 2017)
- O Vivos e os Outros (roman, 2020)

### Œuvres traduites en français
- La Saison des fous. 2003, Gallimard (Estação das Chuvas)[3]
- Le Marchand de passés. 2006, Métailié (O Vendedor de Passados)[4]
- La Guerre des anges. 2007, Métailié (O Ano em que Zumbi tomou o Rio)
- Les Femmes de mon père. 2009, Métailié (As Mulheres de Meu Pai)[5].
- Barroco Tropical. 2011, Métaillé (Barroco Tropical).
- Théorie générale de l’oubli. 2014, Métailié (Teoria geral do esquecimento)[6],[7].
- La Reine Ginga, 2017, Métailié (A Rainha Ginga)
- La Société des rêveurs involontaires, 2019, Métailié (A Sociadade dos Sonhadores Involuntários)
- Les vivants et les autres, 2023, Métailié (O Vivos e os Outros)